# Marcus Pieter Machiel van der Klooster
Marcus Pieter Machiel van der Klooster (Brouwershaven, 11 november 1912 - Renesse, 10 december 1944) was een Nederlandse verzetsstrijder tijdens de Tweede Wereldoorlog.

## Rol in verzet
Van der Klooster was landbouwer te Brouwershaven en actief in het verzet. Hij nam deel aan het verzet vanuit zijn gereformeerde geloofsovertuiging.
Hij was betrokken bij de verzetsorganisatie "Landelijke organisatie voor hulp aan onderduikers" (de L.O.).

## Arrestatie en executie
In de nacht van 6 december 1944 werd hij gearresteerd door de Duitsers bij een poging met 16 anderen vanuit het bezette Schouwen-Duiveland met een mosselkotter met Engelse commando's over te steken naar het bevrijde Noord-Beveland.
Op 10 december 1944 werd Van der Klooster met negen andere verzetsstrijders opgehangen te Renesse. Ze worden de Tien van Renesse genoemd.
De ouders van de terechtgestelde M.P.M. van der Klooster moesten hun boerderij verlaten.
In Brouwershaven werd de M.P.M. van der Kloosterstraat naar hem genoemd.